# Les Jours heureux (film, 1991)
Pour les articles homonymes, voir Les Jours heureux.
Pour plus de détails, voir Fiche technique et Distribution.
Les Jours heureux (Счастливые дни, Schastlivye dni) est un film soviétique réalisé par Alekseï Balabanov, sorti en 1991,.

## Fiche technique
- Photographie : Sergeï Astakhov
- Décors : Sergeï Karnet
- Montage : Raisa Izakson, Galina Kornilova